# Porphyrinia substrigula
Porphyrinia substrigula là một loài bướm đêm trong họ Noctuidae.